# 6714 Montréal
A 6714 Montréal (ideiglenes jelöléssel 1990 OE2) a Naprendszer kisbolygóövében található aszteroida. Henry E. Holt fedezte fel 1990. július 29-én.